# Еозинофилија
Еозинофилија је  висок број еозинофила у  крви (≥500 еозинофила по микролитру). Еозинофили су једна од главних ћелија алергијског запаљења. Они се развијају из хематопоетских матичних ћелија јер пролазе кроз сазревање и активацију помоћу ИЛ-5 који луче ТХ-2 лимфоцити. ИЛ-3, а и фактори стимулације колоније макрофага гранулоцита (ГМ-ЦСФ) су такође укључени у пут сазревања еозинофила.
Они су део одбрамбеног система човековог тела од алергена и помажу у заштити од гљивичних и паразитских инфекција. Удахнути или прогутани спољашњи фактори, укључујући лекове и инфективне агенсе (нпр паразите, гљиве, микобактерије), аутоимуне процесе, малигне туморе и опструктивне болести плућа могу изазвати еозинофилни имуни одговор, повезан са повећањем броја еозинофила
У зависности од броја еозинофила, еозинофилија може бити блага, умерена или тешка. Висок ниво еозинофила може указивати на благо стање као што је реакција на лек или алергија, или га може изазвати озбиљно стање, укључујући неке поремећаје крви. Понекад се велики број еозинофила скупља на одређеним деловима тела, изазивајући медицинска стања повезана са упалом која може утицати на више делова тела.

## Клиничка слика
Еозинофилија не изазива увек симптоме. Висок ниво еозинофила обично потиче од основних стања која изазивају много различитих симптома.

## Превенција
Алергије су најчешћи узрок високог нивоа еозинофила. Еозинофилију повезану са алергијом можете спречити лечење  и контрола алергијских реакција тела. Међутим постоје тренуци када еозинофилија може бити знак основног стања које можда неће моћи да увек спречи превенцијом.